# Katja Ebbinghaus
Katja Ebbinghaus (ur. 1 czerwca 1948) – niemiecka tenisistka, finalistka wielkoszlemowego Roland Garros 1974 w grze podwójnej.
W maju 1969 roku Katja rozpoczęła występy w turniejach zawodowych. Zadebiutowała na Roland Garros. Po przejściu kwalifikacji dostała się do głównej drabinki, ale przegrała z Rosie Casals. W latach 1970 i 1971 startowała wyłącznie w paryskim Wielkim Szlemie; dopiero w czerwcu 1971 wzięła udział w Wimbledonie. W marcu 1972 zadebiutowała w rozgrywkach Pucharu Federacji. Trzy miesiące później odniosła jeden z największych sukcesów w karierze, dochodząc do ćwierćfinału French Open w grze pojedynczej. Rok później wyrównała swój rezultat, przegrywając z Margaret Smith Court. Na tym samym turnieju osiągnęła ćwierćfinał gry podwójnej razem z rodaczką Helgą Masthoff. W jednej czwartej finału w Paryżu była też w roku 1974, ale wówczas było o niej głośno z powodu sukcesu deblowego – partnerując zawodniczce gospodarzy, Gail Sherriff Chanfreau doszła do decydującego spotkania. Niemiecko-francuski debel okazał się słabszy od Chris Evert i Olgi Morozowej. Ebbinghaus w sierpniu 1974 pojechała po raz pierwszy do Nowego Jorku i osiągnęła trzecią rundę US Open (przegrała z Evonne Goolagong), a w deblu odpadła w pierwszej rundzie. W 1975 w amerykańskim Wielkim Szlemie doszła aż do czwartej rundy, eliminując Virginię Ruzici i Helen Gourlay Cawley. W 1977 przeszła wyraźne załamanie formy. Wiele startów zakończyła już na pierwszym meczu. Przegrała z Sue Barker, Marią Bueno, Martiną Navrátilovą, Rosie Casals, Florentą Mihai i Virginią Ruzici. W maju 1978 przełamała kryzys, wygrała dwa spotkania i była w ćwierćfinale w Rzymie. Na Roland Garros pokonała Chris O’Neil i był to jej ostatni zwycięski mecz. Do czerwca 1979 przegrała wszystkie starty w pierwszej rundzie. Po porażce z Kay McDaniel na Wimbledonie zaprzestała występów na światowych kortach.
Ebbinghaus wygrała dwa turnieje gry podwójnej – w 1974 roku w Buenos Aires i w 1977 w Monte Carlo.

## Wygrane turnieje

### gra podwójna (2)
| Lp. | Data       | Turniej                              | Kat. | ($) | Naw. | Partnerka      | Finalistki                                  | Wynik    |
| --- | ---------- | ------------------------------------ | ---- | --- | ---- | -------------- | ------------------------------------------- | -------- |
| 1.  | 18/11/1974 | Buenos Aires, South American Champ’s |      |     |      | Helga Masthoff | Beatriz Araujo Raquel Giscafre              | 6:0, 6:1 |
| 2.  | 11/04/1977 | Monte Carlo, Tournoi de Monte-Carlo  |      |     |      | Helga Masthoff | Rosie Darmon Gail Sherriff Chanfreau Lovera | 6:3, 7:5 |